# Ноак, Рудольф
Рудольф Ноак (нем. Rudolf Noack; 30 марта 1913, Гамбург — 30 июня 1947, Лебедянский район, Рязанская область) — немецкий футболист выступавший на позиции нападающего. Участник Чемпионата мира по футболу 1934. С 1934 по 1937, провёл 3 матча за сборную Германии.

## Биография

#### Карьера в клубе
На профессиональном уровне дебютировал за клуб «Гамбург», в котором провёл девять лет. С 1933 по 1940 выступал за «Фёрст», с которым два раза становился чемпионом Германии и обладателем кубка страны.
24 апреля 1940 года, призван в немецкую армию по мобилизации. Проходил службу в 568 тяжелом зенитном дивизионе 90 зенитного полка (нем. schwere Flak-Abteilung 568 (v) Flak-Regiment 90) на должности прожекториста в звании унтер-офицер. 10 мая 1945, вместе с подразделениями полка взят в плен частями Красной Армии на территории Чехословакии. Содержался в лагере № 260 (г. Орск Оренбургская область). Умер 30 июня 1947 в СГ 5889 (д. Ракитянка, Оренбургская область) от дистрофии.

#### Карьера в сборной
За национальную сборную в официальных матчах дебютировал в 1934 году. Всего за сборную провёл 3 матча в которых забил 1 гол. На Чемпионате мира по футболу 1934 отличился в матче с Чехословакией (1:3).

## Достижения

### Клуб

###### «Фёрст»
- Чемпионат Австрии: 1942/1943, 1943/1944
- Кубок Австрии: 1943

### Личные
- Лучший бомбардир Кубка Германии (1943)